# تا ابد جوان (فیلم ۲۰۱۶)
تا ابد جوان (انگلیسی: Forever Young) یک فیلم کمدی ایتالیایی به کارگردانی فائوستو بریتسی است که در سال ۲۰۱۶ منتشر شد.

## گزیدهٔ بازیگران
- فابریتسیو بنتیوولیو
- سابرینا فریلی
- استفانو فرزی
- لورنتسا ایندووینا
- لیلو و گرگ
- تئو تئوکولی
- لویزا رانیری
- کلاودیا زانلا
- نینو فراسیکا
- پیلار فولیاتی